# 黑旺站
黑旺站，位于中华人民共和国山东省淄博市淄川区寨里镇黑旺村，是辛泰铁路上的火车站，建于1974年，由济南局集团管辖。

## 歷史
- 建于1974年。

## 邻近车站
| 上一站 | 辛泰铁路 | 下一站   |
| ------ | -------- | -------- |
| 刘征站 | 黑旺站   | 西桐古站 |

## 車站周邊
- 中国邮政储蓄银行黑旺营业所
- 莱钢集团淄博锚链有限公司医院

## 外部連結
- 中国铁路客户服务中心（页面存档备份，存于）